# 諏訪新道信號場
諏訪新道信號場（日语：／ Suwa-shimmichi shingōjō */?）是位於日本愛知縣豐川市諏訪的名古屋鐵道豐川線號誌站。

## 概要
為豐川線唯一一座信號場，可以列車交會，所有列車進入此站辦理交會時都需靠左。

## 历史
- 1948年（昭和23年）10月15日 - 車站開業，初時名為高等師範前站。
- 1954年（昭和29年）4月1日 - 車站改名為新道站。
- 1955年（昭和30年）1月20日 - 車站改名為諏訪新道站。
- 1972年（昭和47年）6月1日 - 車站改變為一所信號場，同日，此信號場旁的八幡站啟用。

## 相鄰車站
名古屋鐵道
豐川線
八幡－（諏訪新道號誌站）－諏訪町